# Заозерне (Богодухівський район)
Заозе́рне (до 2025 року — Новосе́лівка) — село у Забродівському старостинському окрузі Богодухівської міської громади Богодухівського району Харківської області України. Відстань до райцентру становить близько 8.5 км і проходить автошляхом місцевого значення та Р46.
- Поштове відділення: Лозівське

## Географія
Село Новоселівка знаходиться на лівому березі річки Мерла, біля місця впадання в неї річки Крисинка. На річці розташована гребля, яке утворює Забродівське водосховище. Нижче за течією примикає село Лозова. Вище за течією — село Воскобійники. На протилежному березі розташовані місто Богодухів і село Москаленки.

## Історія
1665 рік — дата заснування.
Село постраждало внаслідок геноциду українського народу, проведеного урядом СССР в 1932—1933 роках, кількість встановлених жертв у Забродівській сільській раді — Заброди, Лозова, Новоселівка, Філатове — 459 людей.
12 червня 2020 року, відповідно до розпорядження Кабінету Міністрів України № 725-р «Про визначення адміністративних центрів та затвердження територій територіальних громад Харківської області», село увійшло до Богодухівської міської громади.
19 липня 2020 року, в результаті адміністративно-територіальної реформи та ліквідації Богодухівського району (1923—2020), село увійшло до складу новоутвореного Богодухівського району Харківської області.
5 червня 2025 року Верховна Рада підтримала перейменування села Новоселівка на Заозерне. 15 червня 2025 року перейменування набуло чинності..